# Дельта (пляжный футбольный клуб)
«Дельта» — пляжный футбольный клуб из Саратова, основанный в 2001 году. Многократный призёр чемпионата и Кубка России. В 2017 и 2019 годах клуб участвовал в Кубке европейских чемпионов, дважды заняв 4 место.
В 2023 году клуб был расформирован, а на его основе был создан КПФ «Саратов».

## Достижения
Чемпионат России
- Финалист (3): 2008, 2018[5], 2021[6]
- Бронзовый призёр: 2005

Кубок России
- Финалист: 2009
- Бронзовый призёр (2): 2008, 2019[7]

## Тренеры
- Джабаров, Эмиль Велиевич (2001—2010, 2020—2023)
- Городнов, Леонид Валерьевич (2016)
- Курицин, Михаил Валерьевич (2014—2015, 2016—2020)[8][9]